# عرب أودوبي
مجموعة عرب أودوبي هي مجموعة مطاعم تقدم المأكولات الهندية في دولة الإمارات العربية المتحدة. أسس المجموعة في عام 1978 كوشالا شيخار شيتي في أبو ظبي.
اعتبارًا من عام 2015، كان هناك 15 فرعًا للسلسلة في عدد من مدن الإمارات العربية المتحدة، خاصة حول أبو ظبي.

## روابط خارجية
- موقع عرب أودوبي نسخة محفوظة 23 مايو 2022 على موقع واي باك مشين.
- عرب أودوبي  على فيسبوك.